# Enganyapastors orellut
L'enganyapastors orellut(Lyncornis macrotis) és una espècie d'ocell de la família dels caprimúlgids (Caprimulgidae).

## Hàbitat i distribució
Habita boscos tropicals i subtropicals i matolls de la zona indomalaia, al sud i est de l'Índia, Bangladesh, sud de la Xina, Myanmar, Indoxina, nord de la Península Malaia, l'illa Simeulue, propera a la costa oest de Sumatra, Sulawesi i la major part de les illes Filipines.

## Subespècies
S'han descrit 5 subespècies:
- L. m. bourdilloni Hume, 1875. Sud-oest de l'Índia.
- L. m. cerviniceps Gould, 1838. Bangladesh, nord-est de l'Índia, sud de la Xina, Indoxina i nord de la Península Malaia.
- L. m. jacobsoni Junge, 1936. Illa de Simeulue.
- L. m. macropterus Bonaparte, 1850. Cèlebes, Talaud, Sangihe, Banggai i illes Sula.
- L. m. macrotis (Vigors, 1831). Illes Filipines.